# Jacques Berthier (compositor)
Jacques Berthier (Auxerre, 27 de junio de 1923–París, 27 de junio de 1994) fue un compositor francés de música litúrgica, principalmente conocido por escribir mucha de la música utilizada en Taizé.

## Biografía
Berthier nació en Auxerre, Borgoña; sus padres fueron músicos - su padre Paul fue el maestro de capilla y organista en la Catedral de Auxerre. Aprendiendo primero de sus padres, Berthier se formó musicalmente en la Escuela César Franck en París. Estando allí, tuvo como maestros, entre otros, a Edward Souberbielle y Guy de Lioncourt (con cuya hija se casó).
Por primera vez en 1955 se pidió a Berthier que compusiera música para la Comunidad de Taizé, que entonces era solo una comunidad monástica de veinte hermanos. Seis años más tarde llegó a ser organista en la Iglesia de los Jesuitas en París, San Ignacio, donde trabajó hasta su muerte. En 1975, de nuevo le solicitaron componer para Taizé, esta vez para cantos que se cantaran por el creciente número de jóvenes que se acercaban para rendir culto allí. Durante casi veinte años, Berthier creó un corpus de música de iglesia que ha sido utilizada alrededor del mundo.
Falleció en su casa en París en 1994, y solicitó que nada de su música fuera utilizada en su funeral en San Sulpicio. En 2006, el galardón Jubilate Deo Award le fue concedido de manera póstuma y recogido por el Hermano Jean-Marie (Taizé). Su hijo es Vincent Berthier de Lioncourt.

## Música
En más de veinte años, Berthier dejó un importante corpus (232 canciones en 20 diferentes idiomas) en amplio uso hoy por otras comunidades y alrededor del mundo. También es autor de Misas para órgano, una cantata en forma de cruz y una cantata para Santa Cecilia.

## Cantos de Taizé
La edición actual del libro de cantos utilizado por la Comunidad de Taizé contiene 71 canciones escritas por Jacques Berthier.
- 1 : Dans nos obscurités
- 2 : Wait for the Lord
- 3 : Bleibet hier
- 5 : Bless the Lord
- 7 : Notre âme attend
- 8 : C’est toi ma lampe
- 9 : Jésus le Christ
- 10 : Laudate Dominum
- 11 : Oculi nostri
- 12 : De noche
- 13 : Veni Creator (litanie)
- 14 : Tui amoris
- 15 : Ubi caritas
- 16 : Bénissez le Seigneur
- 17 : El Senyor
- 18 : Confitemini Domino
- 19 : Magnificat (canon)
- 20 : Adoramus te Christe
- 21 : Christe Salvator
- 22 : Veni Creator (canon)
- 23 : Laudate omnes gentes
- 24 : Singt dem Herrn
- 25 : Gloria... et in terra pax
- 26 : La ténèbre
- 29 : Ostende nobis
- 32 : Mon âme se repose
- 33 : Nunc dimittis
- 34 : Cantate Domino (canon)
- 35 : Bonum est confidere
- 36 : Spiritus Jesu Christi
- 37 : Jesus, remember me
- 38 : Psallite Deo
- 40 : Surrexit Christus
- 41 : Magnificat (choral)
- 43 : Veni Lumen (choral)
- 44 : Adoramus te O Christe
- 45 : Christus resurrexit
- 46 : In te confido
- 47 : Per crucem / Vater unser
- 48 : Crucem tuam
- 49 : Surrexit Dominus vere
- 50 : Nada te turbe
- 52 : Veni Sancte Spiritus
- 53 : Dona la pace Signore
- 54 : Toi, tu nous aimes
- 55 : Da pacem cordium
- 56 : Sanctum nomen Domini
- 57 : Vieni Spirito creatore
- 58 : Misericordias Domini
- 60 : O Christe Domine Jesu
- 61 : Jubilate Coeli
- 63 : Benedictus (canon)
- 65 : Dona nobis pacem
- 68 : Alleluia 4
- 69 : Alleluia 7
- 70 : Alleluia 8
- 71 : Alleluia 10
- 72 : Alleluia 11
- 79 : Kyrie eleison 1
- 80 : Kyrie eleison 5
- 81 : Kyrie eleison 6
- 82 : Kyrie eleison 8
- 83 : Kyrie eleison 9
- 84 : Kyrie eleison 10
- 85 : Kyrie eleison 12
- 86 : Kyrie eleison 13
- 91 : Veni Lumen cordium I
- 92 : Veni Lumen cordium II
- 117 : Nebojte se
- 141 : Bleib mit deiner Gnade
- 143 : Eat this bread / Jesus Christ, bread of life